# 疣鼻棲鴨
疣鼻棲鴨（學名：Cairina moschata），俗稱番鴨仔、麝香鴨、紅面鴨、番鴨。另外，因為臺式料理中的「薑母鴨」偏愛使用這種鴨類的肉做為主材，因此牠們在臺灣也俗稱薑母鴨。紅面鴨原產地為中南美洲一帶。在中国大陆早期曾被误称为“丹麦黑鹤”或“美洲鸳鸯”。
這種鴨類的最大特徵為臉處有紅色肉疣，故稱紅面鴨，黑色番鴨於荷西時期引進台灣，白色番鴨則於1962年起引進臺灣，因較高經濟性及利用性為目前市場主力，是做為雜交肉鴨之父系之用。卵呈乾酪色。
與騾一樣，疣鼻棲鴨與家鴨的雜交種並不具有生殖能力，雄性疣鼻棲鴨與雌性菜鴨雜交為二品種土番鴨，雄性疣鼻棲鴨與雌性改鴨（雄北京鴨×雌菜鴨）雜交為三品種土番鴨。

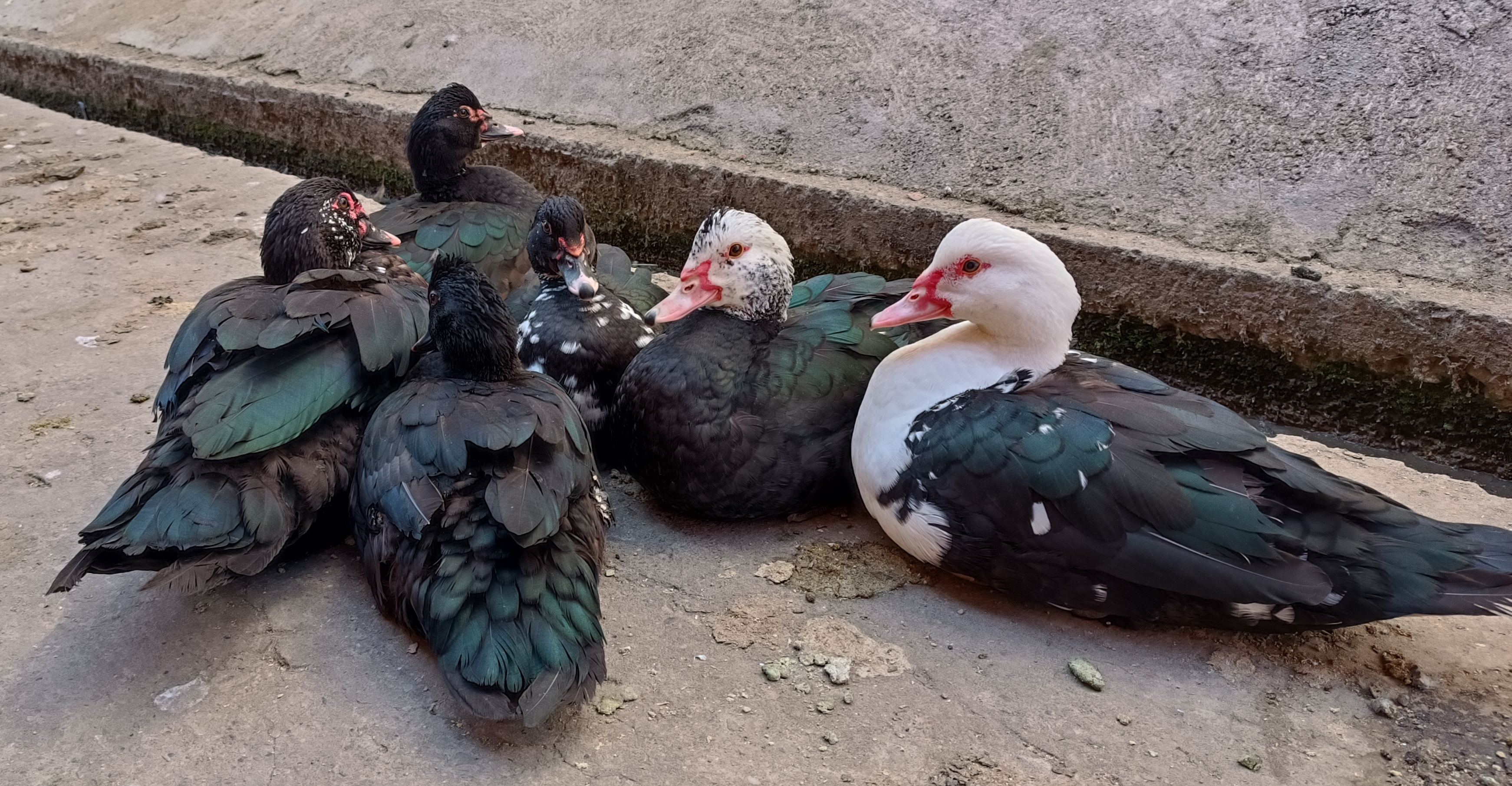
饲养的疣鼻棲鴨

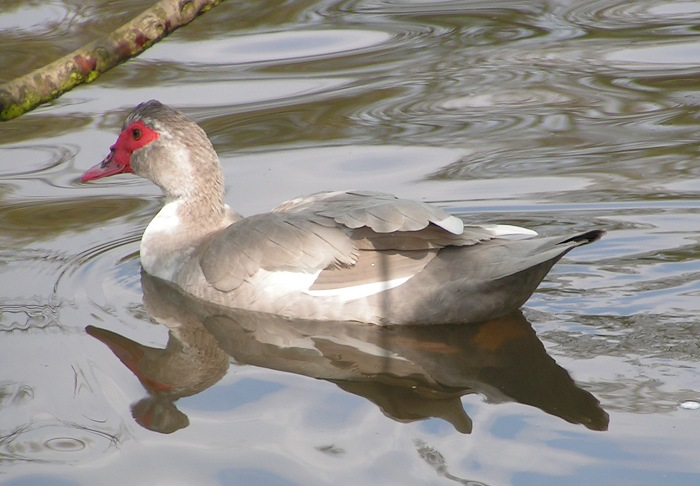
雌鳥